# IJslands voetbalelftal in 2007
Het IJslands voetbalelftal speelde in totaal negen interlands in het jaar 2007, waarvan acht in de kwalificatiereeks voor het Europees kampioenschap voetbal 2008. De selectie stond voor het tweede opeenvolgende jaar onder leiding van bondscoach Eyjólfur Sverrisson. Sverrisson werd in oktober 2007 ontslagen door de IJslandse voetbalbond (Knattspyrnusamband Íslands), nadat van de veertien interlands onder zijn leiding er slechts twee werden gewonnen. Een nederlaag in Reykjavík tegen Letand (2–4) op 13 oktober 2007 en drie dagen later een nederlaag in de uitwedstrijd tegen Liechtenstein (3–0) vormden het dieptepunt van het interlandjaar 2007, waarin in juni al met 5–0 werd verloren van het Zweeds voetbalelftal. Verdediger Kristján Sigurðsson was samen met middenvelder Emil Hallfreðsson in 2007 de meest actieve IJslander in het nationaal elftal: beide speelden mee in alle wedstrijden. IJsland won van de negen gespeelde interlands er één en verloor er vijf; het nationaal elftal had een negatief doelsaldo van –13, het slechtste doelsaldo sinds 1988. Op de FIFA-wereldranglijst steeg IJsland desondanks in twaalf maanden drie plaatsen, van positie 93 naar positie 90; tussendoor viel het in de zomer gedurende drie maanden buiten de top 100, met als dieptepunt de 117e plaats in augustus 2007.

## Balans
| Wedstrijden | Wedstrijden | Wedstrijden | Wedstrijden | Doelpunten | Doelpunten | Doelpunten | Punten |
| Gespeeld    | Winst       | Gelijk      | Verlies     | Voor       | Tegen      | Saldo      | Punten |
| ----------- | ----------- | ----------- | ----------- | ---------- | ---------- | ---------- | ------ |
| 9           | 1           | 3           | 5           | 7          | 20         | –13        | 0.556  |

## Interlands
|                                                        |                    |       |         |                                                                                          |
| 28 maart Kwalificatie EK 2008 № 347 «onderlinge duels» | Spanje             | 1 – 0 | IJsland | ONO Estadi, Palma de Mallorca Toeschouwers: 17.000 Scheidsrechter: Laurent Duhamel (FRA) |
| 28 maart Kwalificatie EK 2008 № 347 «onderlinge duels» | Andrés Iniesta 81' |       |         | ONO Estadi, Palma de Mallorca Toeschouwers: 17.000 Scheidsrechter: Laurent Duhamel (FRA) |

|                                                      |                        |       |                    |                                                                                   |
| 2 juni Kwalificatie EK 2008 № 348 «onderlinge duels» | IJsland                | 1 – 1 | Liechtenstein      | Laugardalsvöllur, Reykjavík Toeschouwers: 5.139 Scheidsrechter: Sten Kaldma (EST) |
| 2 juni Kwalificatie EK 2008 № 348 «onderlinge duels» | Brynjar Gunnarsson 27' |       | 69' Raphael Rohrer | Laugardalsvöllur, Reykjavík Toeschouwers: 5.139 Scheidsrechter: Sten Kaldma (EST) |

|                                                      |                                                                                                  |       |         |                                                                              |
| 6 juni Kwalificatie EK 2008 № 349 «onderlinge duels» | Zweden                                                                                           | 5 – 0 | IJsland | Råsundastadion, Solna Toeschouwers: 33.358 Scheidsrechter: Alain Hamer (LUX) |
| 6 juni Kwalificatie EK 2008 № 349 «onderlinge duels» | Marcus Allbäck 11' Anders Svensson 42' Olof Mellberg 45' Markus Rosenberg 50' Marcus Allbäck 51' |       |         | Råsundastadion, Solna Toeschouwers: 33.358 Scheidsrechter: Alain Hamer (LUX) |

|                                                        |                        |       |                       |                                                                                   |
| 22 augustus Vriendschappelijk № 350 «onderlinge duels» | IJsland                | 1 – 1 | Canada                | Laugardalsvöllur, Reykjavík Toeschouwers: 4.359 Scheidsrechter: Tony Asumaa (FIN) |
| 22 augustus Vriendschappelijk № 350 «onderlinge duels» | Gunnar Þorvaldsson 65' |       | 62' Ragnar Sigurdsson | Laugardalsvöllur, Reykjavík Toeschouwers: 4.359 Scheidsrechter: Tony Asumaa (FIN) |

|                                                           |                       |       |                    |                                                                                      |
| 8 september Kwalificatie EK 2008 № 351 «onderlinge duels» | IJsland               | 1 – 1 | Spanje             | Laugardalsvöllur, Reykjavík Toeschouwers: 9.483 Scheidsrechter: Wolfgang Stark (GER) |
| 8 september Kwalificatie EK 2008 № 351 «onderlinge duels» | Emil Hallfreðsson 40' |       | 86' Andrés Iniesta | Laugardalsvöllur, Reykjavík Toeschouwers: 9.483 Scheidsrechter: Wolfgang Stark (GER) |

|                                                            |                                                |       |                        |                                                                                     |
| 12 september Kwalificatie EK 2008 № 352 «onderlinge duels» | IJsland                                        | 2 – 1 | Noord-Ierland          | Laugardalsvöllur, Reykjavík Toeschouwers: 7.727 Scheidsrechter: Yuri Baskakov (RUS) |
| 12 september Kwalificatie EK 2008 № 352 «onderlinge duels» | Ármann Björnsson 6' Keith Gillespie 87' (e.d.) |       | 72' (pen.) David Healy | Laugardalsvöllur, Reykjavík Toeschouwers: 7.727 Scheidsrechter: Yuri Baskakov (RUS) |

|                                                          |                                          |       |                                                                                  |                                                                                 |
| 13 oktober Kwalificatie EK 2008 № 353 «onderlinge duels» | IJsland                                  | 2 – 4 | Letland                                                                          | Laugardalsvöllur, Reykjavík Toeschouwers: 5.865 Scheidsrechter: Mike Dean (ENG) |
| 13 oktober Kwalificatie EK 2008 № 353 «onderlinge duels» | Eiður Guðjohnsen 4' Eiður Guðjohnsen 53' |       | 27' Oskars Kļava 31' Juris Laizāns 37' Māris Verpakovskis 46' Māris Verpakovskis | Laugardalsvöllur, Reykjavík Toeschouwers: 5.865 Scheidsrechter: Mike Dean (ENG) |

|                                                          |                                                 |       |         |                                                                                        |
| 17 oktober Kwalificatie EK 2008 № 354 «onderlinge duels» | Liechtenstein                                   | 3 – 0 | IJsland | Rheinparkstadion, Vaduz Toeschouwers: 2.589 Scheidsrechter: Hristoforos Zografos (GRE) |
| 17 oktober Kwalificatie EK 2008 № 354 «onderlinge duels» | Mario Frick 28' Thomas Beck 80' Thomas Beck 82' |       |         | Rheinparkstadion, Vaduz Toeschouwers: 2.589 Scheidsrechter: Hristoforos Zografos (GRE) |

|                                                           |                                                                  |       |         |                                                                                    |
| 21 november Kwalificatie EK 2008 № 355 «onderlinge duels» | Denemarken                                                       | 3 – 0 | IJsland | Parken, Kopenhagen Toeschouwers: 15.393 Scheidsrechter: Olegário Benquerença (POR) |
| 21 november Kwalificatie EK 2008 № 355 «onderlinge duels» | Nicklas Bendtner 34' Jon Dahl Tomasson 44' Thomas Kahlenberg 59' |       |         | Parken, Kopenhagen Toeschouwers: 15.393 Scheidsrechter: Olegário Benquerença (POR) |

## FIFA-wereldranglijst
| JAN | FEB | MAR | APR | MEI | JUN | JUL | AUG | SEP | OKT | NOV | DEC |
| --- | --- | --- | --- | --- | --- | --- | --- | --- | --- | --- | --- |
| 93  | 95  | 86  | 97  | 96  | 109 | 109 | 117 | 80  | 79  | 89  | 90  |

## Statistieken
| Árni Arason          | 07.05.1975 | Thanda Royal Zulu   | 8 | 0 | 0 | 8 | 0 |
| Daði Lárusson        | 19.06.1973 | FH Hafnarfjörður    | 1 | 0 | 0 | 1 | 0 |
| Fjalar Þorgeirsson   | 18.01.1977 | Fylkir Reykjavík    | 0 | 1 | 0 | 1 | 0 |
| Verdediging          |            |                     |   |   |   |   |   |
| Kristján Sigurðsson  | 07.10.1980 | SK Brann            | 7 | 2 | 0 | 9 | 0 |
| Ívar Ingimarsson     | 20.08.1977 | Reading FC          | 8 | 0 | 0 | 8 | 0 |
| Grétar Steinsson     | 09.01.1982 | Bolton Wanderers    | 8 | 0 | 0 | 8 | 0 |
| Ragnar Sigurðsson    | 19.06.1986 | IFK Göteborg        | 6 | 0 | 0 | 6 | 0 |
| Hermann Hreiðarsson  | 11.07.1974 | Portsmouth FC       | 5 | 0 | 0 | 5 | 0 |
| Ármann Björnsson     | 07.01.1981 | SK Brann            | 1 | 3 | 1 | 4 | 1 |
| Gunnar Gunnarsson    | 04.10.1985 | Hammarby IF         | 3 | 0 | 0 | 3 | 0 |
| Ólafur Bjarnason     | 15.05.1975 | SK Brann            | 2 | 0 | 0 | 2 | 0 |
| Hjálmar Jónsson      | 29.07.1980 | IFK Göteborg        | 1 | 2 | 0 | 3 | 0 |
| Birkir Sævarsson     | 11.11.1984 | Valur Reykjavík     | 1 | 1 | 0 | 2 | 0 |
| Sverrir Gardarsson   | 15.09.1984 | FH Hafnarfjörður    | 0 | 1 | 0 | 1 | 0 |
| Indriði Sigurðsson   | 12.10.1981 | Lyn Oslo            | 0 | 1 | 0 | 1 | 0 |
| Middenveld           |            |                     |   |   |   |   |   |
| Emil Hallfreðsson    | 29.06.1984 | Reggina             | 9 | 0 | 1 | 9 | 1 |
| Brynjar Gunnarsson   | 16.10.1975 | Reading FC          | 7 | 0 | 1 | 7 | 1 |
| Arnar Viðarsson      | 15.03.1978 | De Graafschap       | 5 | 0 | 0 | 5 | 0 |
| Joey Guðjónsson      | 25.05.1980 | Burnley FC          | 4 | 0 | 0 | 4 | 0 |
| Kári Árnason         | 13.10.1982 | Aarhus GF           | 3 | 1 | 0 | 4 | 0 |
| Teddy Bjarnason      | 04.03.1987 | Celtic FC           | 2 | 1 | 0 | 3 | 0 |
| Stefán Gíslason      | 15.03.1980 | Brøndby IF          | 2 | 1 | 0 | 3 | 0 |
| Ásgeir Ásgeirsson    | 03.06.1980 | FH Hafnarfjörður    | 0 | 3 | 0 | 3 | 0 |
| Baldur Aðalsteinsson | 12.02.1980 | Valur Reykjavík     | 1 | 1 | 0 | 2 | 0 |
| Matthías Guðmundsson | 01.08.1980 | FH Hafnarfjörður    | 1 | 1 | 0 | 2 | 0 |
| Ólafur Skúlason      | 01.04.1983 | Helsingborgs IF     | 0 | 2 | 0 | 2 | 0 |
| Eggert Jónsson       | 18.08.1988 | Heart of Midlothian | 0 | 1 | 0 | 1 | 0 |
| Davíð Viðarsson      | 24.04.1984 | FH Hafnarfjörður    | 0 | 1 | 0 | 1 | 0 |
| Aanval               |            |                     |   |   |   |   |   |
| Gunnar Þorvaldsson   | 01.04.1982 | Vålerenga IF        | 6 | 0 | 1 | 6 | 1 |
| Eiður Guðjohnsen     | 15.09.1978 | FC Barcelona        | 4 | 1 | 2 | 5 | 2 |
| Veigar Gunnarsson    | 21.03.1980 | Stabæk              | 3 | 1 | 0 | 4 | 0 |
| Hannes Sigurðsson    | 10.04.1983 | Viking FK           | 1 | 2 | 0 | 3 | 0 |
| Helgi Sigurðsson     | 14.09.1974 | Valur Reykjavík     | 0 | 3 | 0 | 3 | 0 |